# Pinsac
Pinsac ist eine französische Gemeinde mit 771 Einwohnern (Stand: 1. Januar 2022) im Département Lot in der Region Okzitanien. Sie gehört zum Arrondissement Gourdon und zum Kanton Souillac. 
Sie grenzt im Nordwesten an Souillac, im Norden an Mayrac (Berührungspunkt), im Nordosten an Saint-Sozy, im Südosten an Lacave, im Süden an Calès, im Südwesten an Loupiac und im Westen an Lanzac.

## Bevölkerungsentwicklung
| Jahr      | 1962 | 1968 | 1975 | 1982 | 1990 | 1999 | 2008 | 2018 |
| --------- | ---- | ---- | ---- | ---- | ---- | ---- | ---- | ---- |
| Einwohner | 375  | 344  | 339  | 384  | 581  | 710  | 727  | 782  |

## Sehenswürdigkeiten

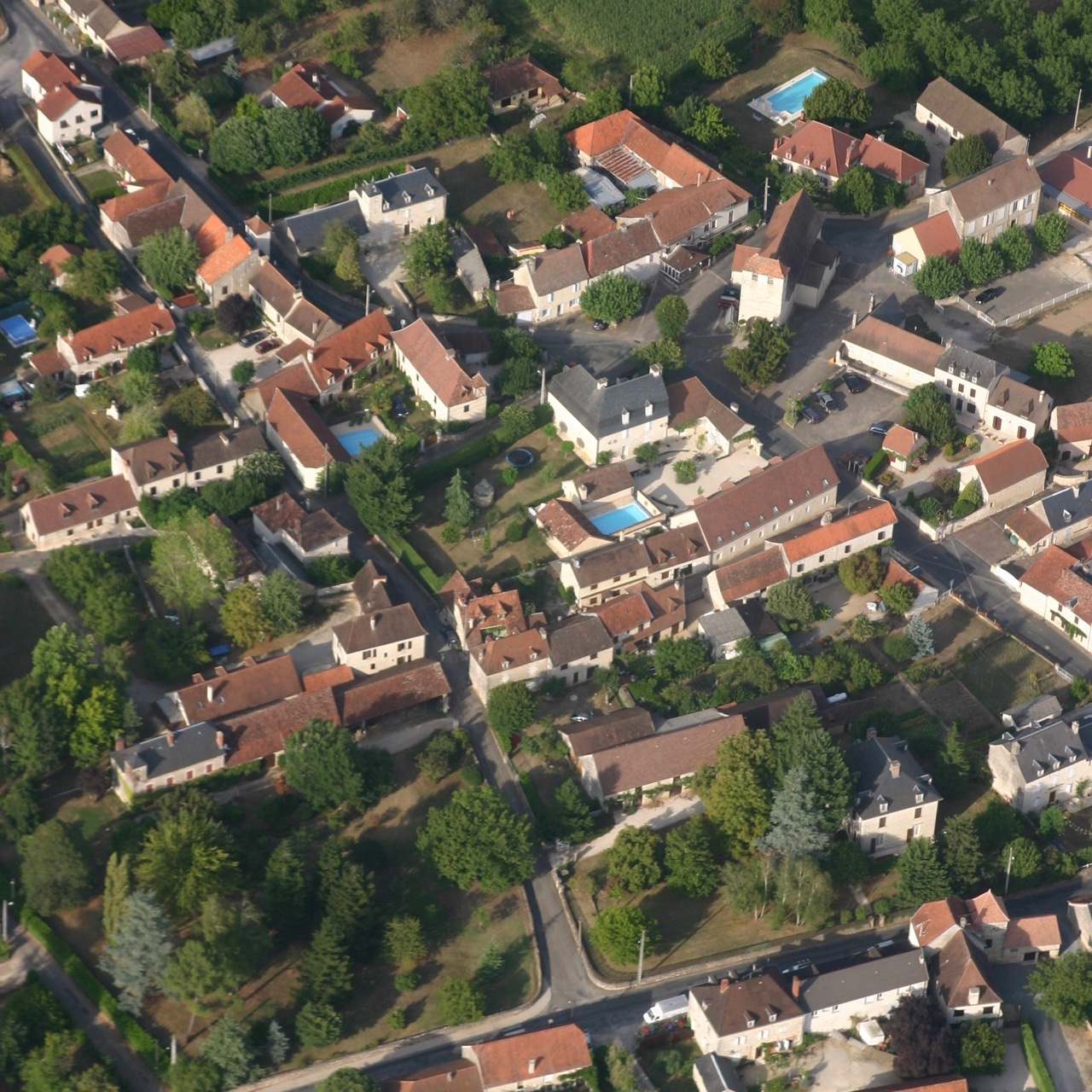
Luftbild Pinsac

- Schloss La Treyne